# ارنست میدندروپ
ارنست میدندروپ ((به آلمانی: Ernst Middendorp)؛ زادهٔ ۲۸ اکتبر ۱۹۵۸) یک بازیکن فوتبال سابق اهل آلمان است.
او سابقه مربی‌گری تراکتور تبریز را در کارنامه دارد.